# 金輪天地控股
金輪天地控股有限公司，簡稱金輪天地控股，以及金輪天地（英語：Golden Wheel Tiandi Holdings Company Limited，港交所：1232），於1994年由王欽賢（主席）、王錦強（總裁）創立名為「南京金輪房地產開發有限公司」，主要於中國經營綜合型商業及住宅房地產開發。
總部位於中國南京市漢中路8號金輪國際廣場33樓。而股份則在2013年1月16日於港交所主板上市，招股定價為1.68港元，全球發行新股為4.5億股，而集資額為6.21億-7.74億港元。
2017年3月，金輪天地控股以4.5億港元向遠東發展收購香港西九龍絲麗酒店。該酒店於2019年停業，現址為共居住宅Weave Studios – Olympic。
2018年2月5日金輪天地控股以8.438億元向資本策略地產購入天后電氣道68及70號以及琉璃街2C及2D地盤，已獲屋宇署批建一幢25層高商廈金輪天地，以可建約51,975方呎樓面面積，折合每呎樓面地價約港幣16,235元。金輪天地於2023年8月遭接管，並委託測量師行以公開招標形式出售。 

## 連結
- GWTD.com.hk （页面存档备份，存于）